# Nono (parroquia)
Nono es una parroquia rural perteneciente al cantón Quito (Pichincha-Ecuador) cuyo nombre completo es San Miguel de Nono; fue fundado por la orden de los jesuitas quienes fueron los que bautizaron a la parroquia como San Miguel de Nono; Nono proviene del latín noveno porque fue el noveno pueblo creado por ellos. 
Se constituye como parroquia eclesiástica en el año de 1660 y política en el año 1720.
Nono es una zona básicamente agraria y ganadera, esta tierra fértil está íntegramente cultivada: pastizales, cereales, tubérculos, y hortalizas, aparecen decorando la tierra oscura. Su riqueza radica también en la explotación de sus canteras de piedra (caliza y andesita).
Su ubicación privilegiada en una zona rural pero muy cerca de la ciudad de Quito ha hecho que a partir del año 2020 se incremente la oferta turística, hay pesca deportiva en criaderos de trucha, visita a cascadas, gastronomía típica de la región sierra.